# Jardín Botánico de la Universidad de Osaka
El Jardín Botánico de la Universidad Metropolitana de Osaka en japonés:大阪公立大学理学部附属植物園, Ōsaka Kouritsu Daigaku Rigakubu Fuzoku Shokubutsuen, es un jardín botánico y arboreto de 26 hectáreas de extensión en Katano, Prefectura de Osaka, Japón.
El jardín botánico está administrado por la "Facultad de Ciencias" de la Universidad Metropolitana de Osaka.
El código de reconocimiento internacional del Ōsaka Shiritsu Daigaku Rigakubu Fuzoku Shokubutsuen como institución botánica (en el Botanical Gardens Conservation International - BGCI), así como las siglas de su herbario es OSAKU.

## Localización
El jardín botánico se encuentra ubicado cerca de la estación "Keihan-Kisaichi", Katano (Osaka), Japón, y se encuentra abierto al público en general.
Ōsaka Shiritsu Daigaku Rigakubu Fuzoku Shokubutsuen Kisaichi, Katano-cho, Osaka 576, Japón.
Planos y vistas satelitales.34°45′49″N 135°40′54″E / 34.76361, 135.68167
El jardín es visitable por el público en general, de 9:00 a 16:30, del domingo al martes, pagando una tarifa de entrada. El jardín se cierra del 29 de diciembre al 3 de enero.

## Historia
El jardín botánico de la Universidad de la Ciudad de Osaka fue creado en 1950.

## Colecciones
Este jardín botánico alberga más de 4500 especies procedentes de todo el mundo, incluyendo más de 1,000 especies nativa de Japón, compuesta principalmente de Hibiscus, Hemerocallis y árboles silvestres del Japón, pero además hay que destacar:
- Acer, de su colección son de destacar los Acer insulare, Acer pictum (mono), Acer japonicum, Acer sieboldianum, Acer rufinerve, Acer nipponicum, Acer pycnanthum, Acer carpinifolium y Acer amoenum.
- Alnus,
- Camellia,
- Cinnamomum,
- Ilex,
- Lagerstroemia,
- Quercus,
- Rhus,
- Trapa,
- Thamnus,
- Vaccinium,
- Zanthoxylum

## Actividades
Entre sus logros de investigación se incluye el descubrimiento del género fósil Metasequoia por el Dr. Shigeru Miki.
Presenta una serie de actividades en curso sobre sistemática, ecología, fisiología, genética, horticultura, y dendrología.

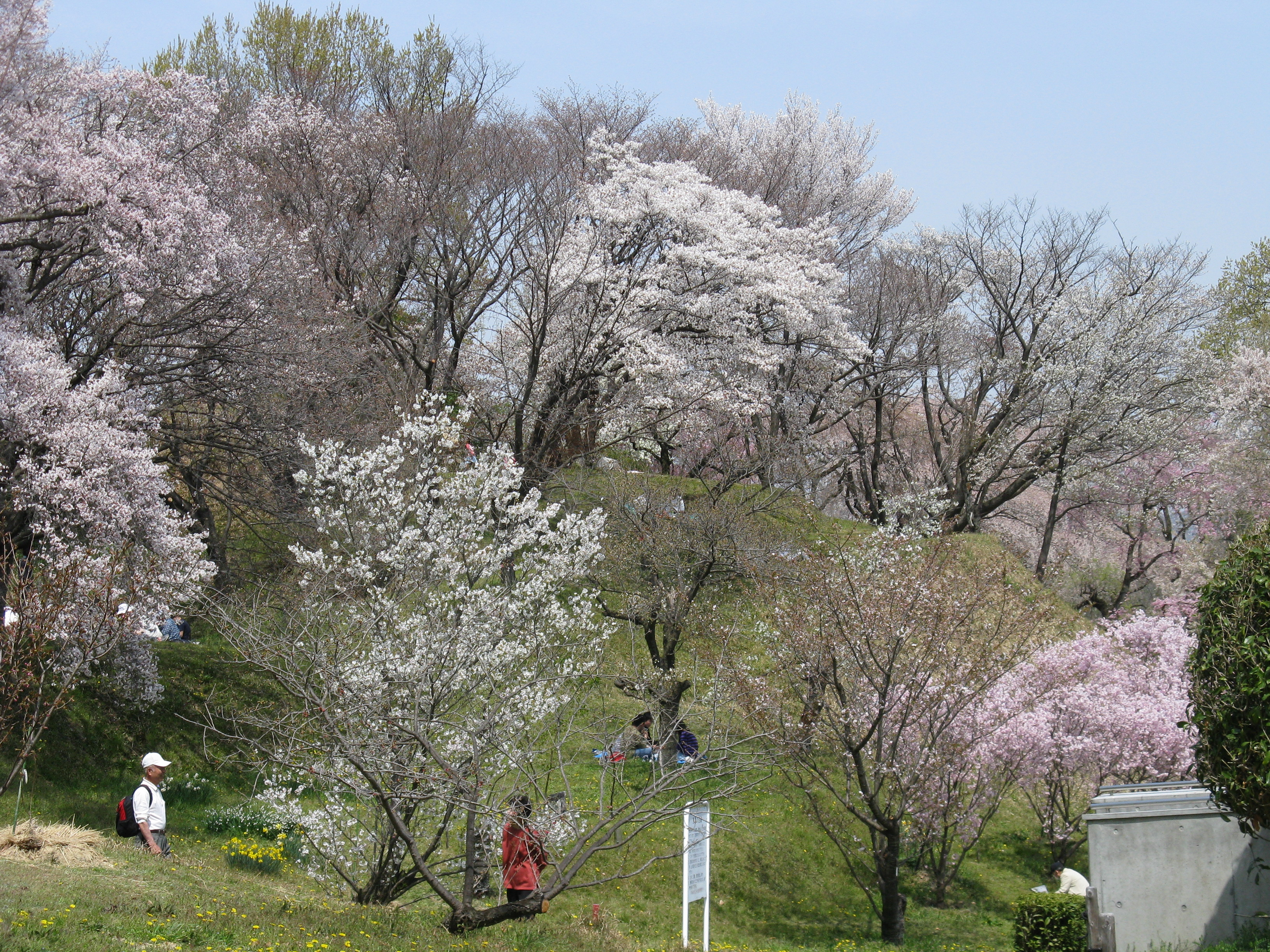
Floraciones de cerezos en los jardines botánicos de la Facultad de Ciencias de la universidad de Osaka.
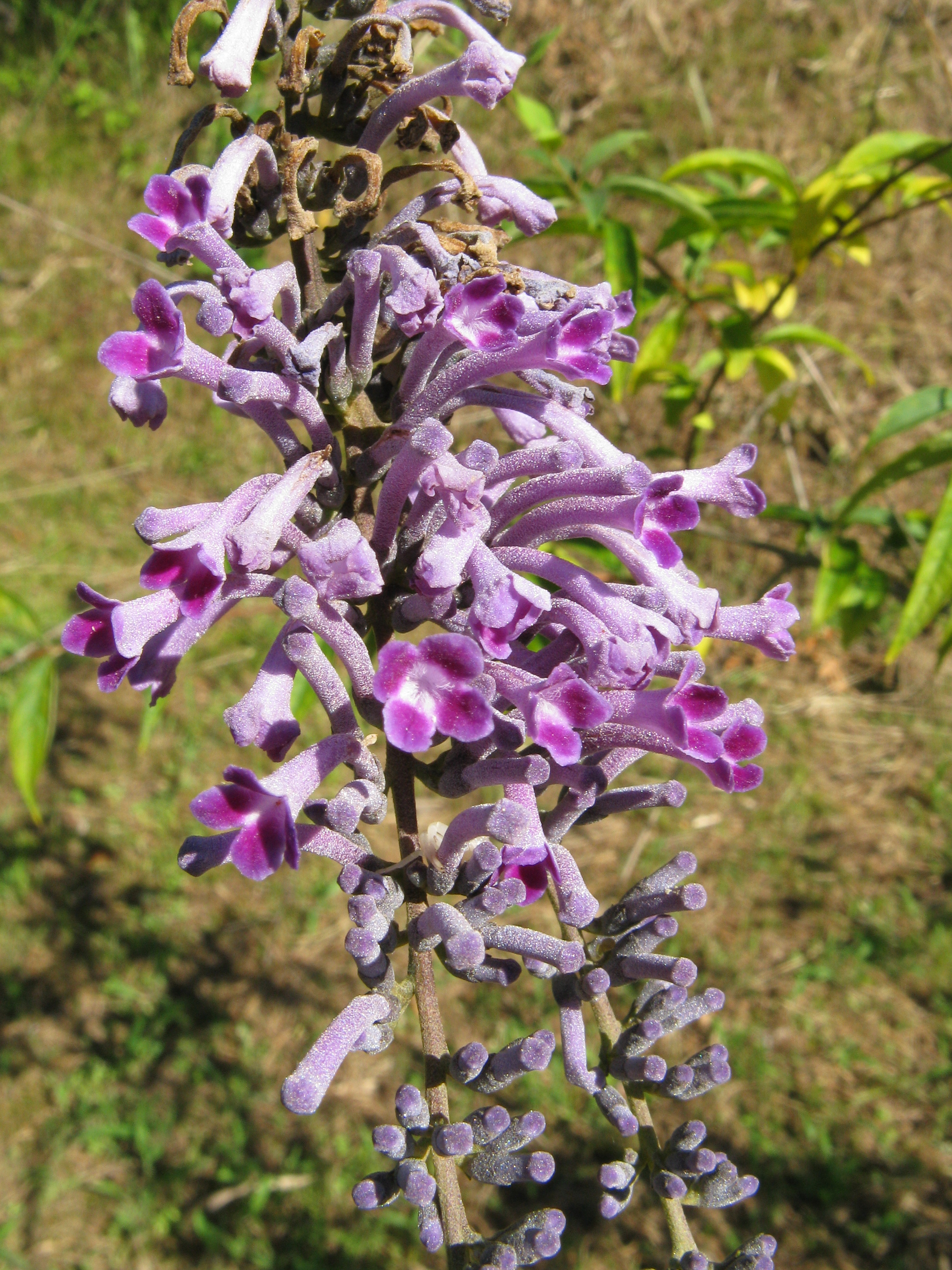
Floración de Buddleja japonica.
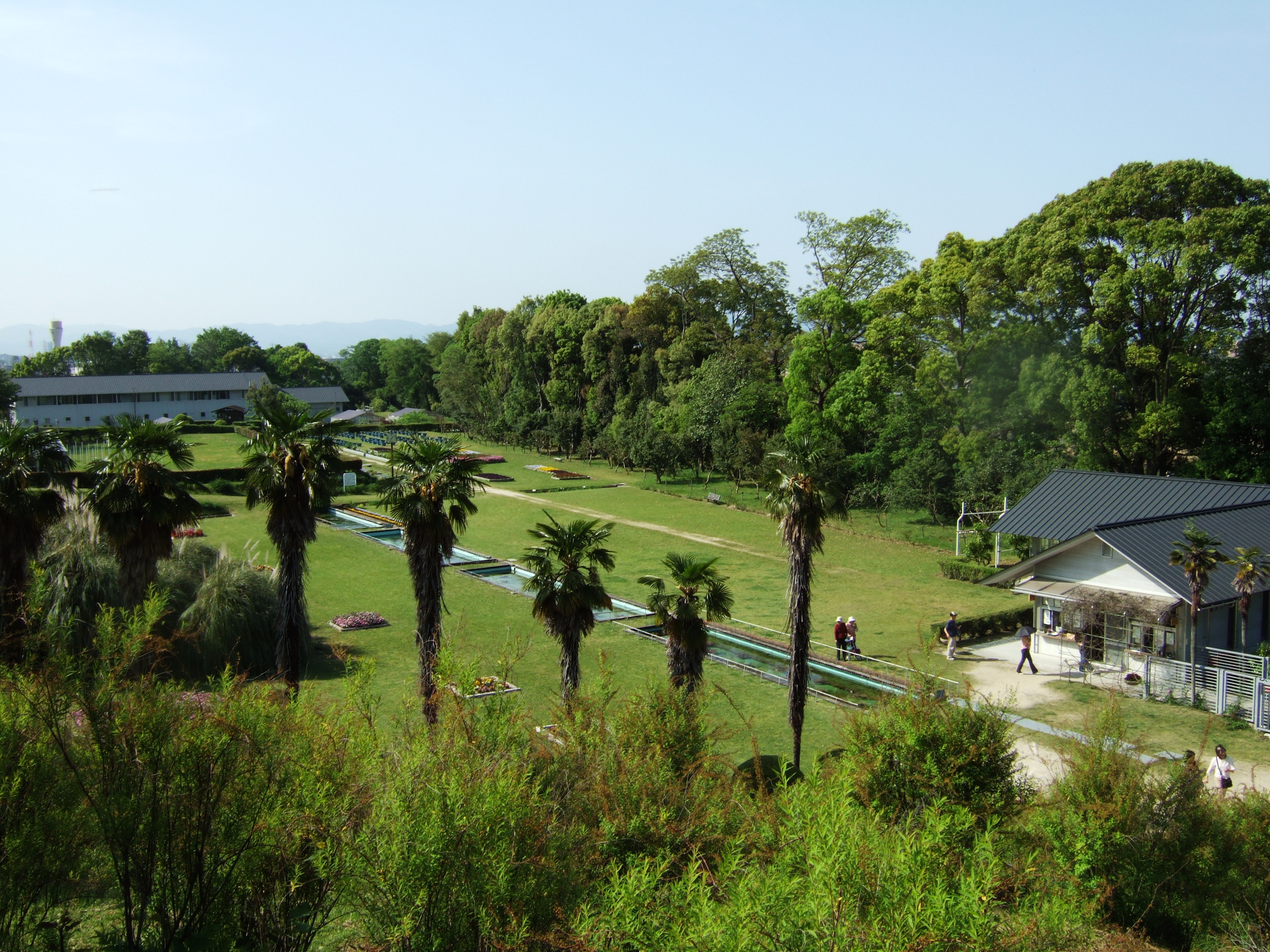
Jardín botánico de la Universidad de Osaka, entrada principal.
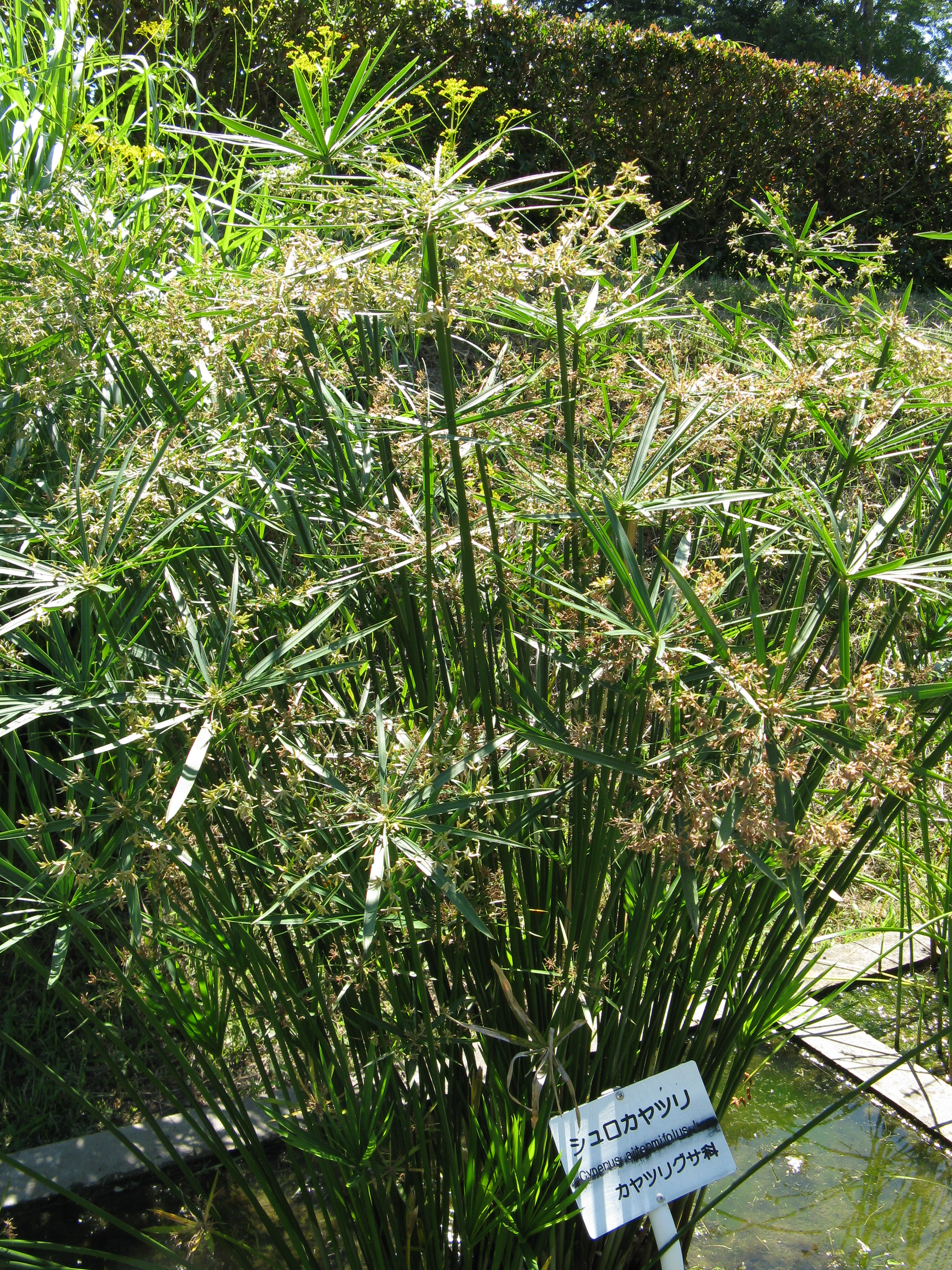
Cyperus alternifolius.
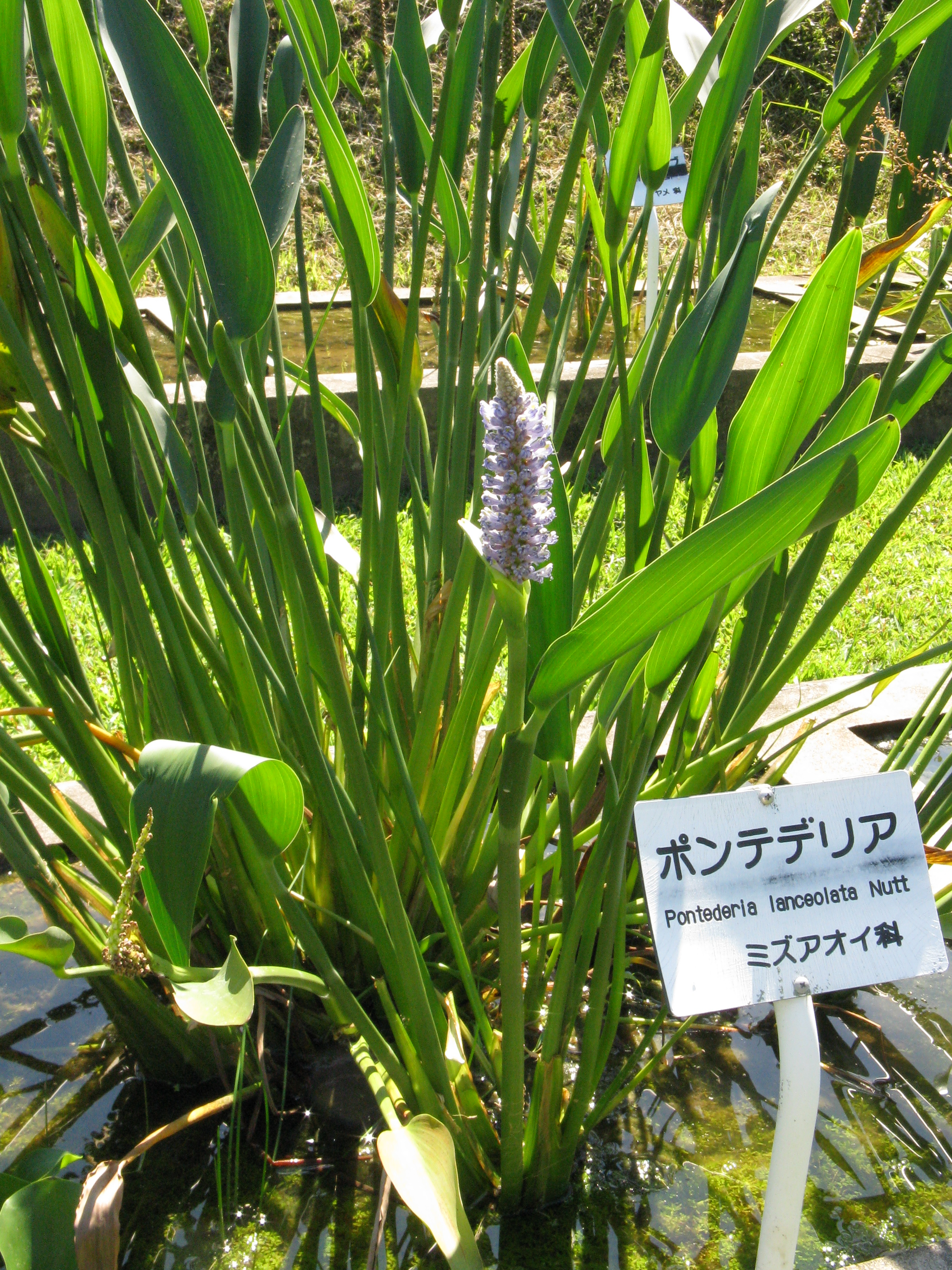
Pontederia lanceolata
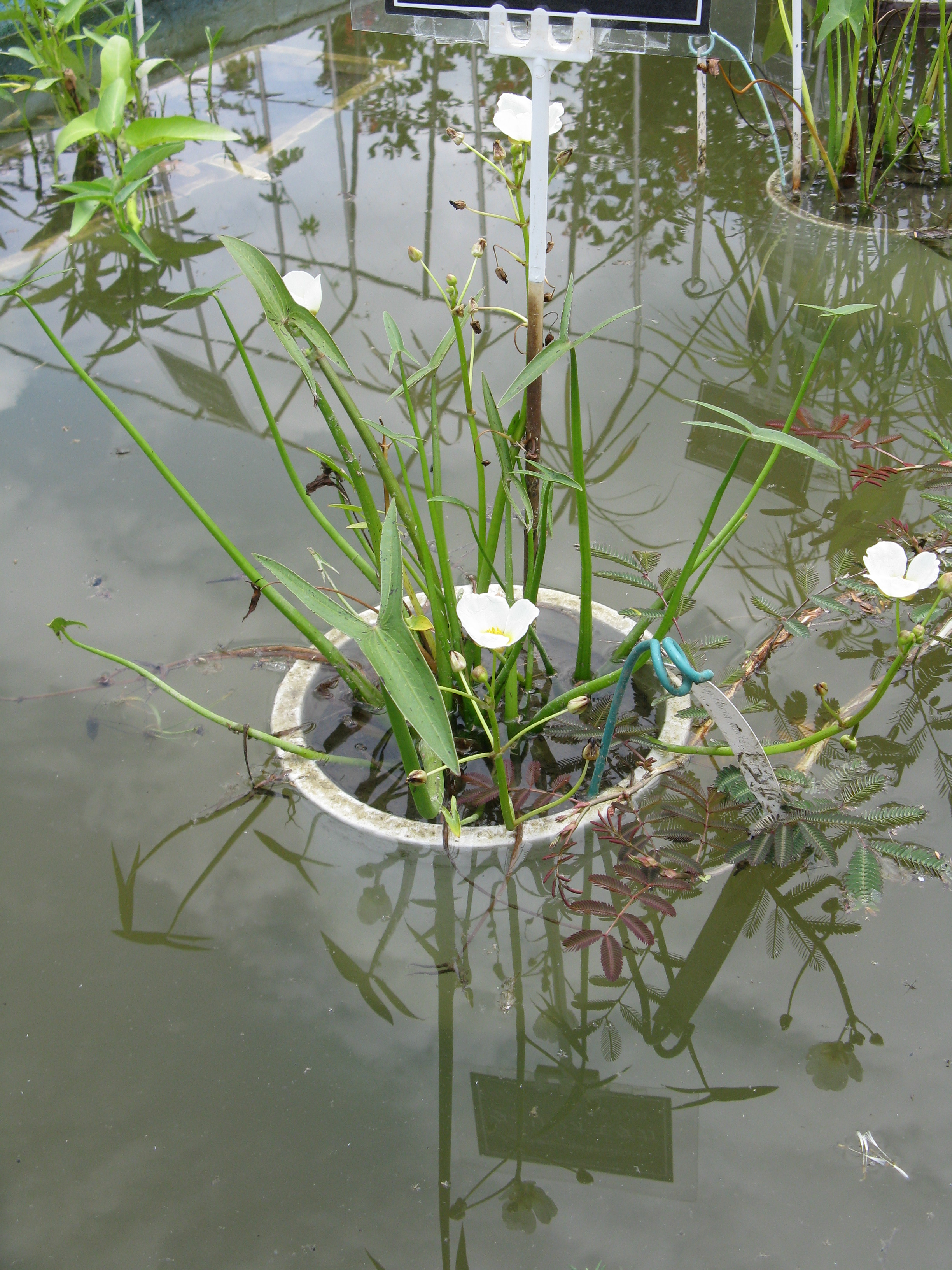
Sagittaria montevidensis en el estanque.
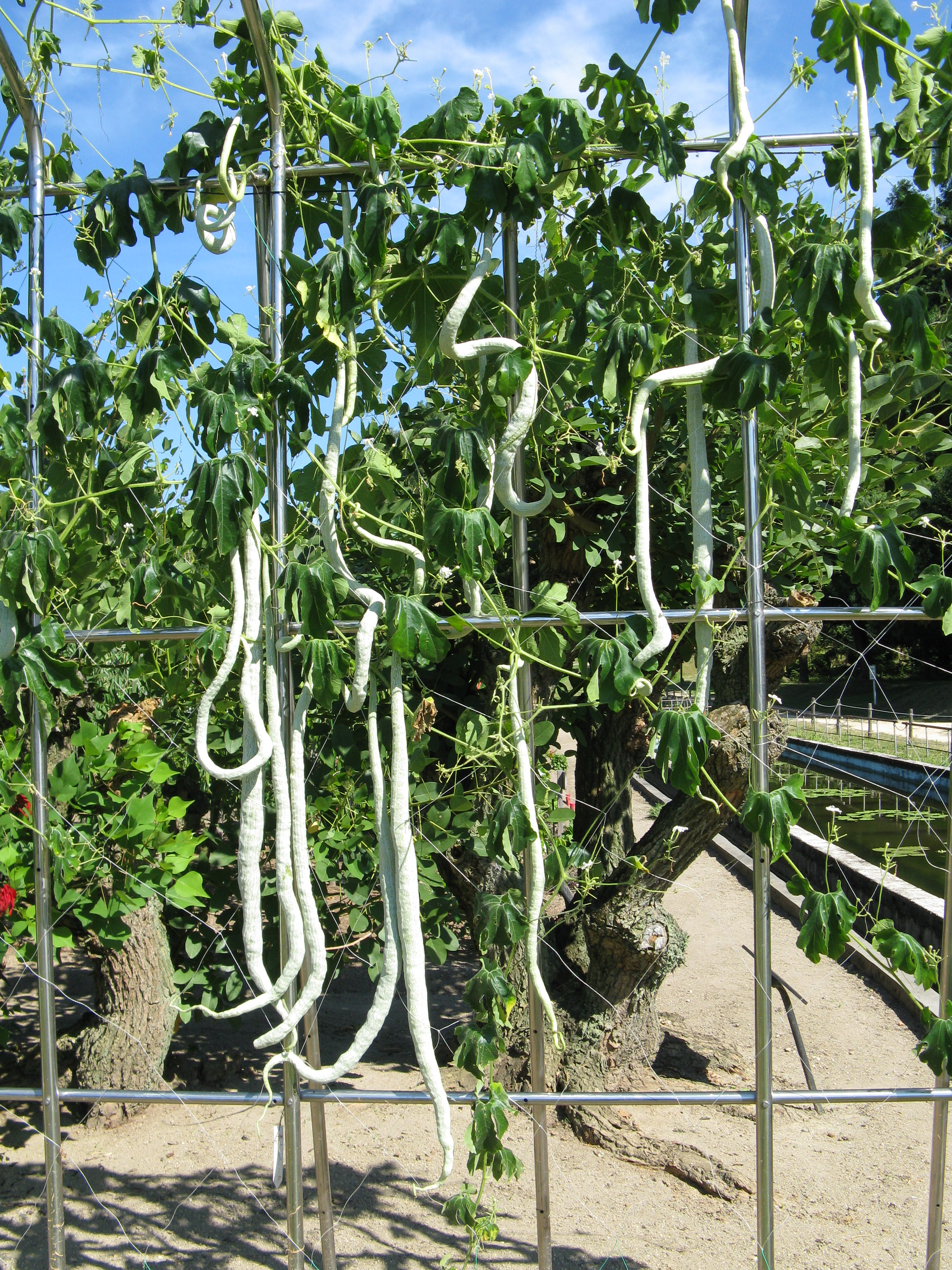
Trichosanthes anguina
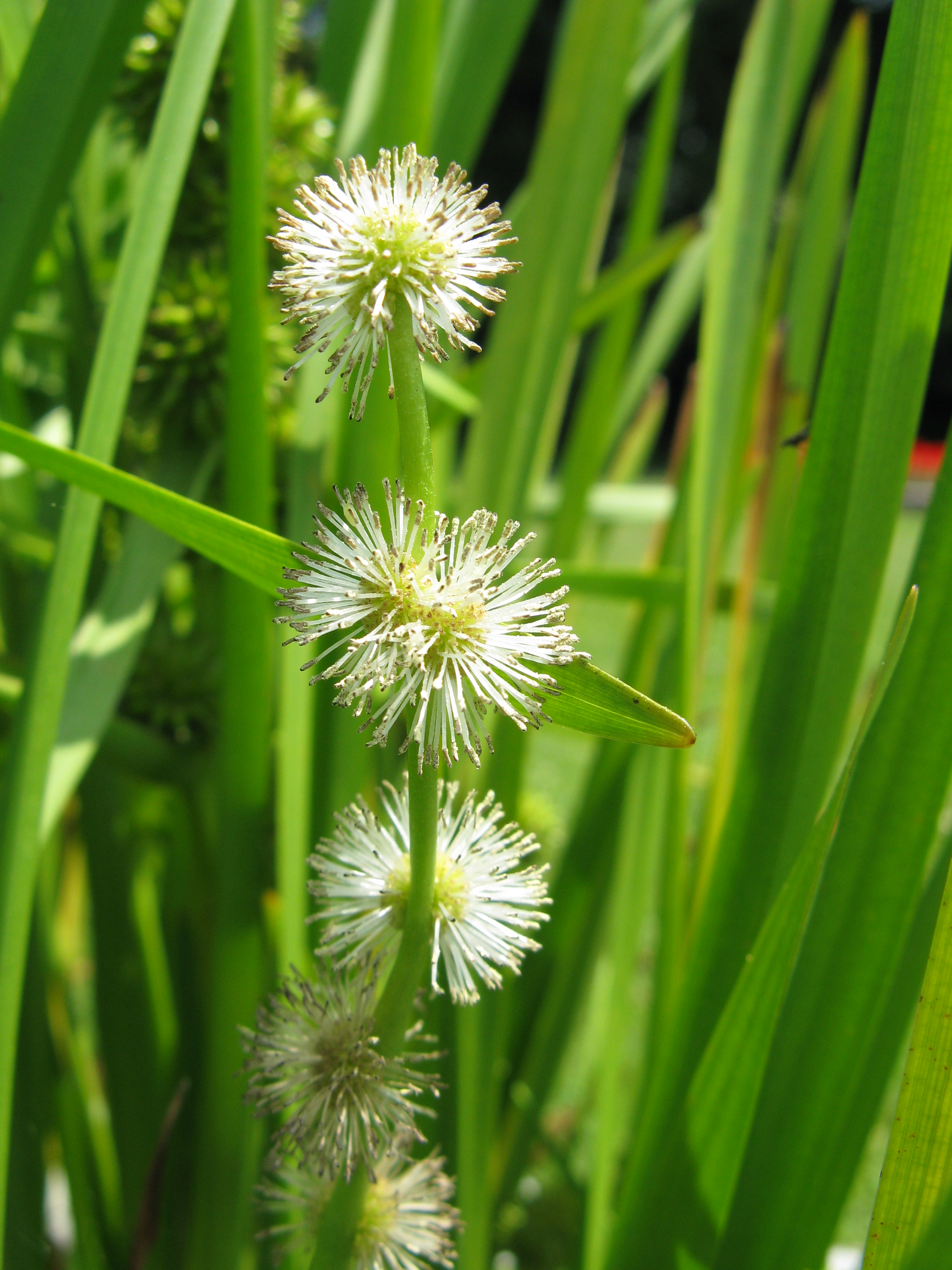
Sparganium japonicum